# Farmington (Missouri)
Farmington je město v okrese St. Francois County ve státě Missouri ve Spojených státech amerických. K roku 2010 zde žilo 16 240 obyvatel. S celkovou rozlohou 24,32 km² byla hustota zalidnění 667,76 obyvatel na km².